# Arnolds Park
Arnolds Park ist eine Stadt (mit dem Status „City“) im Dickinson County im US-amerikanischen Bundesstaat Iowa. Das U.S. Census Bureau hat bei der Volkszählung 2020 eine Einwohnerzahl von 1.110 ermittelt.

## Geografie
Arnolds Park liegt inmitten der Iowa Great Lakes genannten Region im Nordwesten Iowas. Die Stadt liegt an fünf Seen: West und East Okoboji Lake, Lake Minnewashta sowie Upper und Lower Gar Lake. Die Seen gehören über den Milford Creek und den Little Sioux River zum Stromgebiet des Missouri. Die Staatsgrenze nach Minnesota befindet sich 160 km nördlich der Stadt; die vom Big Sioux River gebildete Grenze Iowas zu South Dakota verläuft rund 120 km westlich.
Die geografischen Koordinaten von Arnolds Park sind 43°22′22″ nördlicher Breite und 95°07′26″ westlicher Länge. Die Stadt erstreckt sich über eine Fläche von 4,07 km² und liegt vollständig innerhalb der Center Grove Township.
Nachbarorte von Arnolds Park sind Okoboji (3,1 km nordwestlich), Spirit Lake (7 km nördlich), Estherville (26,5 km ostnordöstlich), Terril (19,9 km südöstlich), Milford (an der südlichen Stadtgrenze) und West Okoboji (6,2 km südwestlich).
Die nächstgelegenen größeren Städte sind die Twin Cities in Minnesota (Minneapolis und Saint Paul) (290 km nordöstlich), Rochester in Minnesota (275 km ostnordöstlich), Waterloo (323 km ostsüdöstlich), Cedar Rapids (423 km in der gleichen Richtung), Iowas Hauptstadt Des Moines (318 km südöstlich), Nebraskas größte Stadt Omaha (286 km südsüdwestlich), Sioux City (174 km südwestlich) und South Dakotas größte Stadt Sioux Falls (142 km westnordwestlich).

## Verkehr
Der U.S. Highway 71 verläuft von Nord nach Südwest als Hauptstraße durch Arnolds Park. Alle weiteren Straßen sind untergeordnete Landstraßen, teils unbefestigte Fahrwege sowie innerörtliche Verbindungsstraßen.
Mit dem Spirit Lake Municipal Airport befindet sich 2 km nordwestlich ein kleiner Flugplatz. Die nächsten Verkehrsflughäfen sind der Minneapolis-Saint Paul International Airport (287 km nordöstlich), der Des Moines International Airport (324 km südöstlich), das Eppley Airfield in Omaha (279 km südsüdwestlich), der Sioux Gateway Airport in Sioux City (187 km südwestlich) und der Sioux Falls Regional Airport (149 km westnordwestlich).

## Bevölkerung
Nach der Volkszählung im Jahr 2010 lebten in Arnolds Park 1126 Menschen in 590 Haushalten. Die Bevölkerungsdichte betrug 276,7 Einwohner pro Quadratkilometer. In den 590 Haushalten lebten statistisch je 1,9 Personen.
Ethnisch betrachtet setzte sich die Bevölkerung zusammen aus 99,1 Prozent Weißen, 0,2 Prozent Afroamerikanern, 0,1 Prozent (eine Person) amerikanischen Ureinwohnern sowie 0,1 Prozent aus anderen ethnischen Gruppen; 0,5 Prozent stammten von zwei oder mehr Ethnien ab. Unabhängig von der ethnischen Zugehörigkeit waren 0,3 Prozent der Bevölkerung spanischer oder lateinamerikanischer Abstammung.
10,1 Prozent der Bevölkerung waren unter 18 Jahre alt, 41,4 Prozent waren zwischen 18 und 64 und 32,1 Prozent waren 65 Jahre oder älter. 48,5 Prozent der Bevölkerung waren weiblich.
Das mittlere jährliche Einkommen eines Haushalts lag bei 46.176 USD. Das Pro-Kopf-Einkommen betrug 34.907 USD. 6,7 Prozent der Einwohner lebten unterhalb der Armutsgrenze.